# Madras Journal of Literature and Science
Madras Journal of Literature and Science (abreviado Madras J. Lit. Sci.) fue una revista con ilustraciones y descripciones botánicas que fue editada en varias series desde 1833 hasta 1894.

## Publicación
- Serie 1ª Vols. 1-17, 1833-51;
- Serie 2ª vols. 1-6, 1856-61;
- Serie 3ª vols. 1-2, 1864-66; 1878-94; [suspendida 1867-77]